# 布隆斯格羅夫龍屬
布隆斯格羅夫龍屬（學名：Bromsgroveia）是種已滅絕主龍類，屬於副鱷形類的梳棘龍科，生存於三疊紀的英格蘭，是現代鱷魚的遠親。